# Igreja Paroquial de Santo António do Porto Judeu

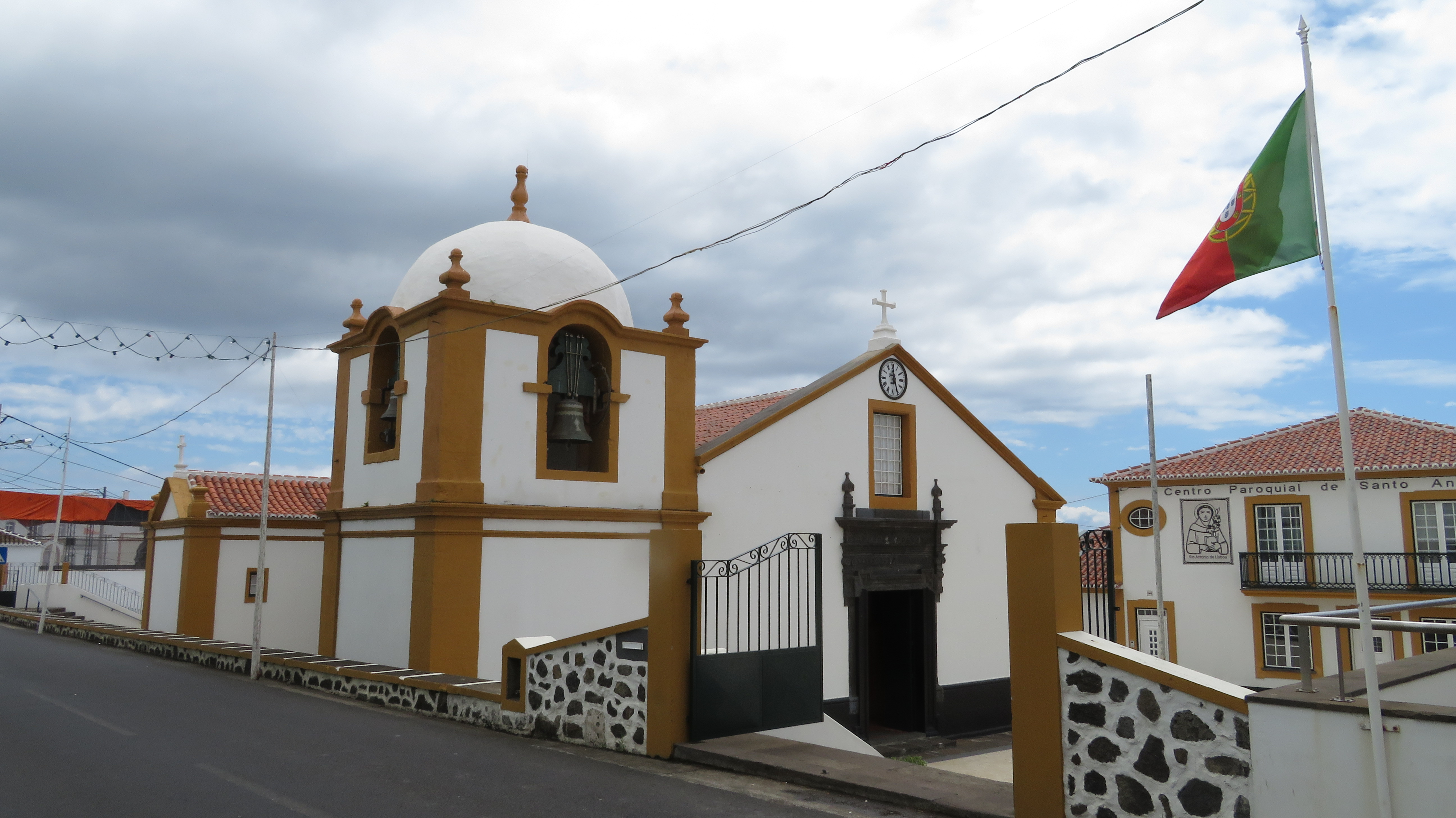
Igreja Paroquial de Santo António do Porto Judeu.

A Igreja Paroquial de Santo António localiza-se na freguesia de Porto Judeu, concelho de Angra do Heroísmo, na ilha Terceira, na Região Autónoma dos Açores, em Portugal.

## História
Desconhece-se a data de construção do templo primitivo, sob a invocação de Santo António de Lisboa. Em função das sucessivas campanhas de manutenção e ampliação, pouco resta de sua primitiva traça que dataria de 1470, sendo coeva com o povoamento da ilha.

## Características
Exemplar de arquitetura religiosa.
Este templo de apreciáveis dimensões apresenta-se com excelentes trabalhos em cantaria rebocadas a alvenaria e pintada a cor branca.
O seu interior é dividido em três naves. A nave central é alta e apresenta bons trabalhos em madeira. O altar-mor, em talha dourada, possui a imagem do padroeiro e, nos lados, as imagens de Santo Antão e Santo Amaro. Do lado da Epístola, possui a capela do Santíssimo Sacramento, edificada em 1907, a do Senhor Crucificado, seguindo-se a do Senhor dos Passos (segundo alguns, com a imagem mais bela da ilha), construída em finais do século XIX, depois da separação da Irmandade dos Franciscanos da freguesia de São Sebastião. Segue-se a imagem de São Pedro, padroeiro dos Pescadores. Do lado do Evangelho, apresenta-se a capela de Nossa Senhora de Fátima, seguindo-se as da Senhora da Conceição, do Sagrado Coração de Jesus (edificada em 1889), e, ao lado, a imagem de Santa Teresa do Menino Jesus.
Era pavimentada originalmente com lajes de pedra. Em meados do século XX as cantarias do pavimento foram retiradas, encontrando-se atualmente algumas ao redor do passeio da igreja e nas escadas de acesso. Várias dessas cantarias ainda contêm inscrições tumulares. O novo pavimento passou a ser de tabuado, que por sua vez foi retirado em 1994 sendo colocada tijoleira. Parte das antigas pedras tumulares do primitivo pavimento ficaram entulhadas no betão que serviu de base para receber a tijoleira, destruindo-se desse modo parte do património histórico da freguesia.
No frontispício da igreja existe uma imagem de Santo António, em cantaria, provavelmente remontando à época da sua construção.
Tem uma torre sineira com acabamento em pináculo baixo.
A fachada é voltada a sul. Estando a igreja orientada para Oriente (virada para Jerusalém), orientação de todas as igrejas mais antigas, o seu primitivo acesso era feito pelo lado sul, pelo Poço d'Além, onde existia uma escadaria.